# Сидоренко, Валерий Александрович
Вале́рий Алекса́ндрович Сидоре́нко (3 октября 1959, Брянск) — советский и российский футболист, нападающий.

## Карьера
С 1979 по 1982 год выступал в составе брянского «Динамо», провёл около ста матчей, в которых забил 28 мячей. Затем перешёл в московское «Динамо», в составе которого дебютировал в Высшей лиге чемпионата СССР, сыграв один раз в сезоне 1982 года. С 1984 по 1985 год снова выступал за брянское «Динамо», за которое в сезоне 1984 года сыграл 34 матча и забил 8 мячей, а в следующем сезоне в 36 матчах забил 18 голов. В 1986 году перешёл в «Кубань», за которую в том сезоне провёл 37 матчей, в которых забил три гола, в лиге и два матча, в которых забил один гол, в Кубке СССР. В следующем сезоне сыграл в 29 матчах и забил 14 голов в лиге и финальной серии, благодаря чему стал лучшим бомбардиром «Кубани» и, кроме того, провёл 4 матча и забил один гол в финальной серии за титул чемпиона РСФСР, который в том сезоне и завоевал вместе с командой. В сезоне 1988 года, последнем в «Кубани», сыграл в 30 матчах команды, забил пять мячей, провёл две встречи в Кубке страны. В 1989 году снова вернулся в брянское «Динамо», в составе которого выступал до 1991 года, проведя за это время 119 матчей, забив 44 гола и став вместе с командой чемпионом РСФСР 1989 года. Кроме того, в 1990 и 1991 годах дважды подряд становился лучшим бомбардиром команды, а его результат 1990 года в 17 мячей был повторён брянским футболистом лишь 19 лет спустя, в 2009 году. По окончании последнего первенства СССР выступал в болгарских командах «Велбажд» Кюстендил и «Марек» Дупница. В 1996 году сыграл 28 матчей и забил один гол в составе брянского «Спартака», выступавшего в третьей лиге России, после чего окончательно завершил карьеру профессионального игрока.

## Достижения
«Кубань»
- Чемпион РСФСР: 1987

«Динамо» (Брянск)
- Чемпион РСФСР: 1989